# Ньюман, Эдвин
Эдвин Ньюман (англ. Edwin Harold Newman; 1919—2010) — американский журналист и телекомментатор. Известен своей 23-летней карьерой на телевидении в компании NBC с 1961 по 1984 годы.

## Биография
Родился 25 января 1919 года на Манхэттене, Нью-Йорк, США, в семье Myron Newman и Rose (урождённая Parker) Newman. Его старшим братом был Morton William Newman — будущий репортёр Chicago Daily News.
После обучения в George Washington Educational Campus, окончил в 1940 году Висконсинский университет в Мадисоне, получив степень бакалавра политических наук. Некоторое время работал в университетской газете The Daily Cardinal. Затем обучался в аспирантуре Университета штата Луизиана, прежде чем стать журналистом.
Первоначально работал рядовым служащим в агентствах International News Service и United Press International. Услышав 7 декабря 1941 года по радио о нападении японцев на Перл-Харбор, Ньюман позвонил в офис радиостанции с просьбой о работе, на что получил приглашение для тестирования и был принят на работу. С 1942 по 1945 год он служил в ВМС США в качестве сигнального офицера, сначала на Тринидаде, затем в Нью-Йоркской военно-морскойя верфи в Бруклине. C 14 августа 1944 года был женат на Rigel Grell, у них была одна дочь — Нэнси (англ. Nancy Livia, род. 6 октября 1945 года).
После войны работал репортером в агентстве United Press (1945-1946), затем перешёл в CBS News, где был помощником Эрика Севарейда (1947-1949). С 1949 и 1952 годы Ньюман работал как фрилансер, в основном для NBC News. В 1952 году он начал работать на телеканале NBC. Рассказывал о похоронах короля Георга VI (1952), о Суэцком кризисе 1956 года. Был шефом бюро NBC в Риме и Париже. Вёл репортажи о политических и дипломатических новостях в Европе, застал правление президента Франции Шарля де Голля. За освещение его похорон и улучшение отношений между США и Францией, был награждён орденом Почетного легиона.
В 1961—1984 годах Эдвин Ньюман участвовал во многих самых разнообразных программах на NBC, в первую очередь — новостных. Он сделал первый анонс на NBC об убийстве президента США Джона Ф. Кеннеди, рассказывал о Шестидневной войне в Израиле, об убийстве Мартина Лютера Кинга и Вьетнамской войне. Кроме этого он участвовал в создании ряда документальных фильмов на канале NBC, в числе которых: Japan: East is West (1961); Who Shall Live? (о гемодиализе, 1965); Pensions: The Broken Promise (1972); Violence in America (1977); Spying for Uncle Sam (1978); Reading, Writing and Reefer (1978); Oil and American Power (1979); The Billionaire Hunts (1981).
После ухода с NBC в январе 1984 года, Ньюман был востребован в качестве интервьюера и комментатора, участвуя во многих программах канала PBS и кабельных сетей. Снимался в кино и на телевидении, читал лекции.
Последние годы своей жизни Эдвин Ньюман провел в тиши, переехав в 2007 году с женой в Англию, чтобы быть ближе к их дочери. Умер от пневмонии 13 августа 2010 года в Оксфорде, Англия. Место захоронения неизвестно.